# Erythroxylum ecarinatum
Erythroxylum ecarinatum là một loài thực vật có hoa trong họ Erythroxylaceae. Loài này được Hochr. mô tả khoa học đầu tiên năm 1904.